# Halstad (Minnesota)
Pour les articles homonymes, voir Halstad.
Halstad est une ville américaine située dans le Comté de Norman, dans le Minnesota. Selon le recensement de 2010, sa population est de 597 habitants.

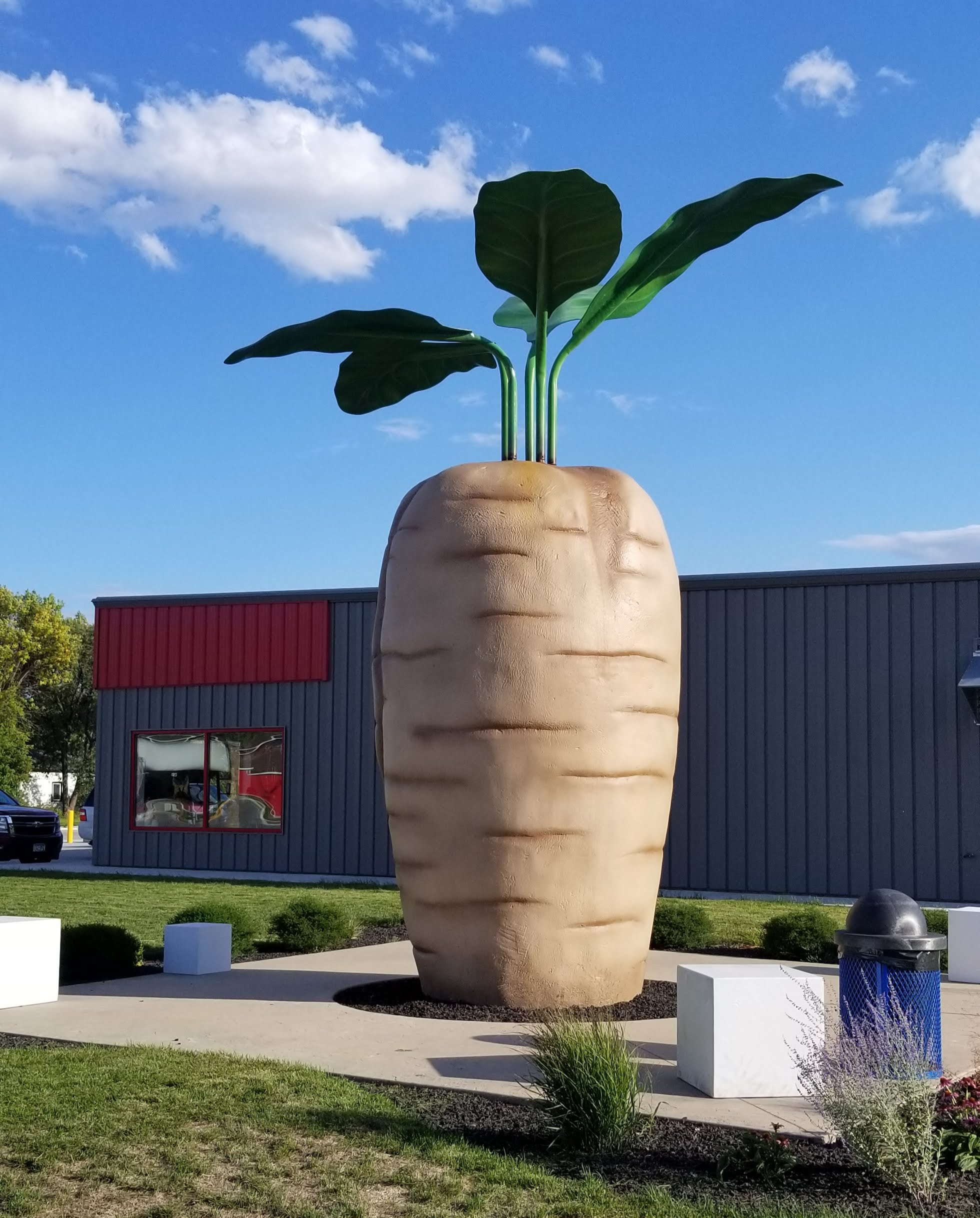
La plus grande betterave à sucre du monde